# Femmes dans les débuts de la radio
Les femmes ont été présentes dans les débuts de la radio dès les années 1900. Malgré les obstacles et les politiques de limitation, quelques femmes ont pu participer au début du développement de la communication radio.

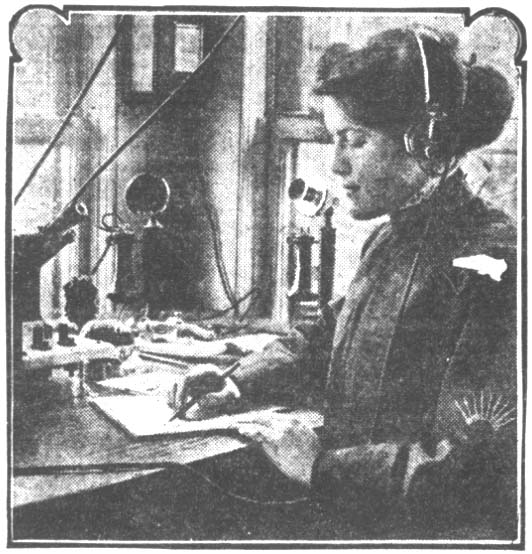
Anna Nevins a commencé à travailler pour United Wireless en 1906 et est montrée ici à la station au sommet de l'hôtel Waldorf-Astoria à New York en 1909.

## Les femmes en tant qu'opératrices sans fil
À partir de la fin des années 1840, les femmes étaient employées comme télégraphistes fixes, envoyant et recevant des messages en code Morse. Les premières communications radio, alors appelées « télégraphie sans fil », ont été développées à la fin des années 1800, et également initialement communiquées à l'aide du code Morse. Les femmes étaient employées parmi les premiers opérateurs sans fil et, au début de 1901, l'annonce de l'inauguration d'un système terrestre inter-îles hawaïen a noté que quatre des quatorze opérateurs étaient des femmes. En 1906, Anna Nevins, qui avait été télégraphiste sur ligne fixe pour Western Union, a commencé à travailler comme opératrice sans fil pour la station "NY" de Lee de Forest, située au 42 Broadway à New York. Elle a ensuite été employée à la station United Wireless Waldorf-Astoria Hotel à New York. Nevis a quitté la profession après avoir épousé le directeur de la station "NY" HJ Hughes en juillet 1910.

## Les premières femmes opératrices de bord
L'une des premières applications de la télégraphie sans fil était la communication entre les navires et les stations terrestres. Alors que les premiers opérateurs de navires étaient presque exclusivement des hommes, quelques femmes sont également entrées dans le domaine. Les principales exigences étaient la connaissance du code télégraphique, que de nombreuses opératrices de télégraphe fixe possédaient déjà, et le fonctionnement et la réparation de l'équipement, qui nécessitaient généralement une formation supplémentaire.
Aux États-Unis, avant 1910, il n'y avait pas de réglementation gouvernementale sur les communications radio. L'adoption du Wireless Ship Act de 1910 a obligé de nombreux navires américains à être équipés d'un équipement radio pour la première fois. Il exigeait également des opérateurs certifiés à bord, capables d'envoyer et de recevoir des messages. Avec l'adoption de la loi sur la radio de 1912, le programme de certification a été remplacé par des licences d'opérateur.

### Médora Olive Newell
Medora Olive Newell, une télégraphiste terrestre expérimentée, a peut-être été la première femme à opérer à bord d'un navire. Elle a commencé à travailler comme opératrice à Durango, Iowa en 1886 à l'âge de 14 ans et en 1897 elle part à Chicago. Le salaire de Newell en tant qu'opérateur de téléphonie fixe de première classe lui a permis de mener une vie assez aisée; comme le rapportait Telegraph Age en 1909, "Mlle Newell a l'habitude de passer ses vacances à l'étranger et de toujours profiter de ces voyages pour enquêter sur la gestion et l'exploitation des télégraphes et des chemins de fer dans les pays européens." 
En 1904, elle était passagère à bord du paquebot Cunard Slavonia lors d'un voyage de retour d'Europe. Les membres hongrois de la délégation de la Commission de la paix de La Haye, ont souhaité renvoyer un message d'anniversaire à l'empereur François-Joseph d'Autriche-Hongrie, mais l'opérateur du navire n'a pas été en mesure d'envoyer le message. Newell, qui, selon Telegraph Age, "avait une bonne connaissance pratique du sans fil", prit sa place et réussit à transmettre le message. Les délégués reconnaissants l'ont remerciée pour son aide et le secrétaire du parlement hongrois l'a invitée à visiter la Hongrie en tant qu'invitée de la nation.

### Annie Tucker
La première femme connue pour avoir travaillé professionnellement comme opératrice radio maritime fut Annie Tucker, à partir d'octobre 1908 à bord de l' Indianapolis, qui effectuait quatre voyages quotidiens sur Puget Sound entre Tacoma et Seattle, Washington. Tucker a d'abord travaillé dans les bureaux de Western Union à Portland, Oregon et à Seattle, Washington, d'abord en tant que comptable, où elle a appris à envoyer et à recevoir le code Morse. Finalement, elle et son mari, Robert H. Tucker, se sont formés à la radiotélégraphie. Le couple a déménagé à Tacoma, Washington, où Robert Tucker est devenu le directeur de la station locale United Wireless Telegraph Company . Annie Tucker a reçu la mission d'Indianapolis après avoir travaillé dans une série de stations terrestres le long de la côte Pacifique. Au début de 1909, elle aurait déclaré qu'en tant que seule opératrice du navire, sa journée de travail allait de 6 h à 23 h et qu'au lieu de retourner chez elle à Tacoma, elle dormait souvent la nuit sur l' Indianapolis . Cependant, son travail maritime a pris fin en avril 1909, lorsqu'elle a été réaffectée à la station terrestre United Wireless à Council Crest, Oregon.

### Graynella Packer
La première femme connue pour avoir travaillé sur un navire en haute mer et lors de voyages de nuit était Graynella Parker (également connue sous le nom de "A. Graynella Packer"). Elle est née vers 1888 à Philadelphie, en Pennsylvanie, et pendant son adolescence, sa famille a déménagé à Jacksonville, en Floride. Pendant ses études au Sutherland College, elle a suivi des cours techniques et appris le code Morse comme moyen de communiquer avec ses camarades de classe. Après que Packer ait terminé ses études collégiales, elle a décidé de se lancer dans la télégraphie terrestre  et a été employée pendant deux ans en tant que directrice du bureau de Sanford, en Floride, de la Postal Telegraph Company. Au cours de voyages à New York, elle s'est intéressée à l'équipement radiotélégraphique du navire et a pris des dispositions avec United Wireless pour être formée à un poste à bord.
Le 29 novembre 1910, le Mohawk est parti de New York avec Packer à bord pour la première fois, pour une course régulière vers Charleston, Caroline du Sud et Jacksonville. Bon nombre des premiers comptes rendus de presse ont déclaré qu'elle avait 22 ans, mais elle a ensuite été citée comme disant: "Je ne sais pas comment les journalistes en sont venus à dire que j'avais 22 ans et je ne pense pas que je vais vous dire exactement quel âge j'ai."  Au départ acceptée par les opérateurs masculins de l'entreprise, elle a finalement rencontré des conflits, en partie par crainte comme cela s'était produit dans la télégraphie fixe que l'utilisation d'opératrices n'entraîne des pertes d'emplois et une baisse des salaires. Elle part donc en avril 1911.
En 1918, Packer a publié un manuel d'instructions intitulé "Rhythmic Telegraphy". Elle a ensuite obtenu un diplôme en droit et, en 1933, a été admise à exercer devant la Cour suprême des États-Unis.

### Mabelle Kelso
Mabelle (également orthographiée "Mabel") Kelso, est née le 10 octobre 1883 en Pennsylvanie et a fait ses débuts en tant que sténographe pour une entreprise de bois de Washington. En 1908, elle a commencé à étudier le code Morse au Pittsburgh Technical College et, après avoir obtenu son diplôme, a été embauchée par Western Union et la Postal Telegraph Company en tant que télégraphiste sur ligne fixe. Au début de 1912, elle entame une formation, sous la supervision de RH Armstrong, directeur du bureau de Seattle de la United Wireless Telegraph Company, pour devenir opératrice radio maritime. Le 6 juin 1912, elle fut la première femme à recevoir un "certificat de compétence en radiocommunication" en vertu des dispositions de la loi sur les navires sans fil de 1910, la qualifiant pour travailler comme opératrice maritime.
Kelso a été embauchée par United Wireless et, à compter du 1er juillet, affecté au SS Mariposa, un navire à vapeur qui voyageait entre les ports de Seattle et de l'Alaska. Sa nomination a suscité une certaine opposition de la part des membres du Congrès qui souhaitaient interdire aux femmes d'occuper de tels postes sur les navires de mer; cependant, elle a reçu le soutien de l'inspecteur Pacific Coast Wireless de United Wireless, qui a déclaré qu '"il ne connaissait aucune loi qui empêcherait Mlle Kelso de prendre son poste".
En 1912, United Wireless fit faillite et ses actifs furent repris par la Marconi Wireless Telegraph Company of America . RH Sawler, le nouveau chef du bureau de Seattle, a rapidement renvoyé Kelso de ses fonctions à bord, déclarant qu '"il était contraire à la politique de l'entreprise d'employer des opératrices". Elle a été transférée à une station côtière  où elle a effectué des tâches de bureau subalternes, y compris la tenue des livres et la transmission de la station côtière au bureau du centre-ville sur une ligne télégraphique "buzzer". Elle a démissionné pour poursuivre un travail de sténographe mieux rémunéré. Sous son nom d'épouse Mabelle Kelso Shaw, elle est devenue docteur en chiropratique à partir de 1924.

### MmeHorace E. Soule
En mai 1912, Pacific American Fisheries a acheté le Windber, alors situé à Philadelphie, principalement pour être utilisé par les conserveries de l'entreprise en Alaska. Comme il était prévu de transporter également des passagers, le navire devait être équipé d'un émetteur radio afin de répondre aux réglementations du gouvernement américain. L'épouse du capitaine Horace E. Soule voyageait normalement à bord du navire, elle a donc suivi le programme scolaire sans fil de trois mois de l'américain Marconi et a reçu une licence d'opérateur de première classe. Le Windber quitta New York le 2 août 1912  et arriva 84 jours plus tard à San Francisco. Au cours de ce voyage Mme Soule a agi en tant que commissaire de bord du navire et opérateur sans fil, bien que l'équipement radio, installé à New York, soit tombé en panne le long de la côte atlantique de l'Amérique du Sud. À San Francisco, le navire a été mis en cale sèche pour être réaménagé et, fin janvier 1913, il est arrivé au siège de la société à Bellingham, Washington pour commencer les trajets Bellingham / Alaska. Ainsi, Mme Soule est devenue la première femme à agir comme opératrice radio maritime sur les océans Atlantique et Pacifique.

### Edith Combes
Edith Coombs a commencé à travailler à bord du paquebot du Pacifique Nord Roanoke, basé à San Francisco, le 17 septembre 1912, juste après avoir eu 18 ans. Les routes du navire longeaient la côte est du Pacifique, de San Francisco à Portland et Astoria, Oregon. Coombs avait d'abord travaillé au bureau d'inspection radio du gouvernement américain à San Francisco en tant que sténographe et avait été personnellement formée par l'inspecteur radio local, RY Cadmus. Cependant, au début de 1913, elle fut retirée de ses fonctions maritimes et réaffectée à une station terrestre.
(En 1918, une référence dans le Marconi Service News a identifié l'opérateur pionnier de Roanoke comme "Mme Faucilles". ) 

### Développements ultérieurs
Pendant une brève période, les opportunités de travailler comme opératrices de radio maritime se sont multipliées pour les femmes. Selon un rapport de 1911: "En raison du service quotidien de la ligne Clyde et du besoin d'opérateurs supplémentaires, on s'attend à ce que plusieurs autres les femmes seront employées dans un proche avenir."  Cependant, une jeune femme, inspirée par Graynella Packer, a constaté que, malgré toutes les conditions requises pour un poste similaire, de nombreux obstacles subsistaient et a conclu que «les opératrices radio n'étaient plus à la mode».
Il y avait une longue tradition navale selon laquelle, en cas d'urgence, les femmes avaient la priorité pour évacuer les navires en détresse, tandis que d'autres suggéraient que les femmes n'avaient pas le tempérament nécessaire pour répondre efficacement à une urgence. Lorsque cela a été évoqué, cependant, les opératrices ont insisté avec force sur le fait qu'elles seraient pleinement professionnelles et fiables en cas de crise. En juillet 1912, abordant un projet de loi fédérale sur la radio, la branche new-yorkaise de la Commercial Telegraphers 'Union of America se plaignit que la législation "n'interdisait pas l'emploi de femmes comme télégraphistes sans fil". En outre, un responsable américain de Marconi aurait déclaré qu'il existait des conditions dans lesquelles le travail de télégraphiste sans fil pouvait être une occupation indésirable pour une femme.
Au début de 1913, l'inspecteur radio américain RB Wolverton déclara que "les femmes opérateurs sans fil ne seront pas acceptables en mer", malgré le fait que plus de trente femmes avaient réussi les examens nécessaires pour se qualifier. Une revue de 1918 dans le Marconi Service News n'était au courant d'aucun opérateur radio maritime féminin ultérieur jusqu'en décembre 1917, lorsqu'Elizabeth Langsdale Du Val a été nommée opératrice junior sur le Howard, naviguant le long de la côte atlantique. Cependant, dans son livre de 1935 SOS To The Rescue, Karl Baarslag a rapporté qu'en 1913, Margaret King avait brièvement servi comme opératrice sur l' Eastland sur les Grands Lacs américains.

## Les femmes radioamatrices

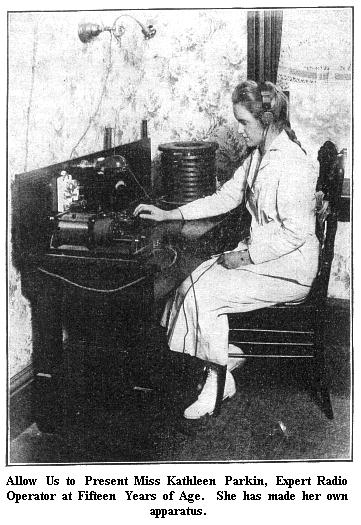
Gladys Kathleen Parkin en 1915, exploitant sa station d'amateur maison 6SO.

La radio amateur est devenue un passe-temps populaire dans les premières années du XXe siècle, et de nombreux amateurs ont construit leur propre équipement de transmission et de réception. Connu collectivement de manière informelle sous le nom de «hams», l'utilisation du terme «YL» («jeune femme») pour désigner les opératrices amateurs féminines individuelles, contrairement à «OM» («vieil homme») pour les hommes, a été adoptée par la radio américaine . Ligue de relais en 1920. Certaines des premières femmes passionnées de radio étaient Mrs. MJ Glass de San Jose, Californie, qui a participé à l'exploitation de la station FNFN en 1910, et Olive Heartberg, qui a exploité la station amateur OHK à New York la même année,. Le MS Colville, de Bowmanville, en Ontario, qui a commencé à opérer sous le nom de XDD en 1914, a été l'une des premières opératrices canadiennes.
Étant donné que tous les premiers travaux radio étaient effectués en code Morse et que les opérateurs individuels étaient généralement identifiés par de courts indicatifs d'appel, il était possible de rester anonyme si on le souhaitait. Même après que le Radio Act de 1912 ait exigé que les stations de radio américaines soient autorisées, dans certains cas, les émetteurs étaient enregistrés sous le nom d'un frère, afin de dissimuler le fait que l'opérateur principal était une femme.
Gladys Kathleen Parkin (27 septembre 1901 - 3 août 1990)  a été l'une des premières femmes à obtenir une licence délivrée par le gouvernement. En 1916, alors qu'elle avait quinze ans, alors qu'elle était lycéenne au Collège dominicain de San Rafael, en Californie, elle a construit sa propre station amateur, 6SO. et a obtenu une licence d'opérateur de radio commerciale de première classe. Parkin a été cité en 1916 comme disant: "En référence à mes idées sur la profession sans fil en tant que vocation ou passe-temps valable pour les femmes, je pense que la télégraphie sans fil est une étude des plus fascinantes, et qui pourrait très facilement être reprise par les filles, comme c'est beaucoup plus intéressant que le travail du téléphone et du télégraphe, auquel tant de filles sont actuellement employées. Je n'ai que quinze ans, et j'ai appris le code il y a plusieurs années, en m'entraînant quelques minutes chaque jour sur un buzzer. J'ai beaucoup étudié et j'ai trouvé assez facile d'obtenir ma première licence commerciale du gouvernement, en avril dernier. Il me semble que tout le monde devrait au moins connaître le code, car des cas pourraient facilement survenir d'un navire en détresse, où les opérateurs pourraient être incapables, et la connaissance du code pourrait être le moyen de sauver le navire et la vie de les passagers. Mais l'intérêt du sans fil ne s'arrête pas à la connaissance du code. Vous pouvez progressivement apprendre à fabriquer tous vos propres instruments, comme je l'ai fait avec mon ensemble 1/4 de kilowatt. Il y a toujours plus devant vous, car la télégraphie sans fil en est encore à ses balbutiements." 

## La Première Guerre mondiale et les femmes comme opératrices de radio

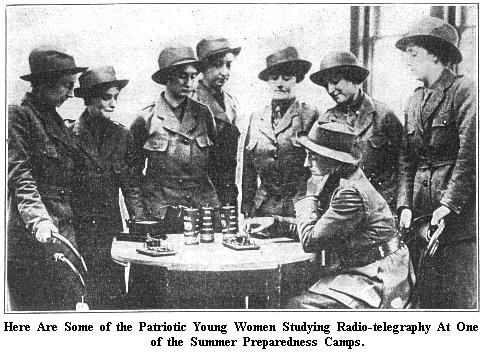
Formation de réservistes navals en tant qu'opérateurs sans fil, 1916

Alors que les États-Unis se préparaient à entrer dans la Première Guerre mondiale, le département de la Marine a lancé un programme pour former des femmes en tant qu'opératrices radio qui pourraient être appelées à l'action en cas de guerre. La Division des filles de la Réserve navale junior des États-Unis a établi des camps d'entraînement au Martha Washington Post, à Edgewater, New Jersey, et au Betsy Ross Post, à Bay Ridge, Brooklyn, où les jeunes femmes ont été formées pour devenir des opérateurs sans fil.
En janvier 1917, aux États-Unis, la Ligue nationale pour le service des femmes (NLWS) a été créée à partir des activités de préparation et de secours du département des femmes de la Fédération civique nationale et sur le modèle de groupes similaires en Grande-Bretagne et ailleurs,. La Ligue était divisée en treize divisions nationales, dont l'une était "Sans fil et télégraphie". Lorsque les États-Unis sont entrés en guerre en avril 1917, le NLWS a mis en place un programme de formation pour les opératrices sans fil au Hunter College de New York. Bien qu'elles n'étaient pas strictement des employées du gouvernement, ces opératrices sans fil étaient autorisées à transmettre afin de contribuer à l'effort de guerre.
Abby Putman Morrison, de la classe sans fil du Hunter College, est devenue la première femme à travailler pour la marine américaine en tant qu'électricienne, lorsqu'elle a été admise en tant qu'électricienne, 1re classe.

## Les femmes en tant qu'ingénieurs radio

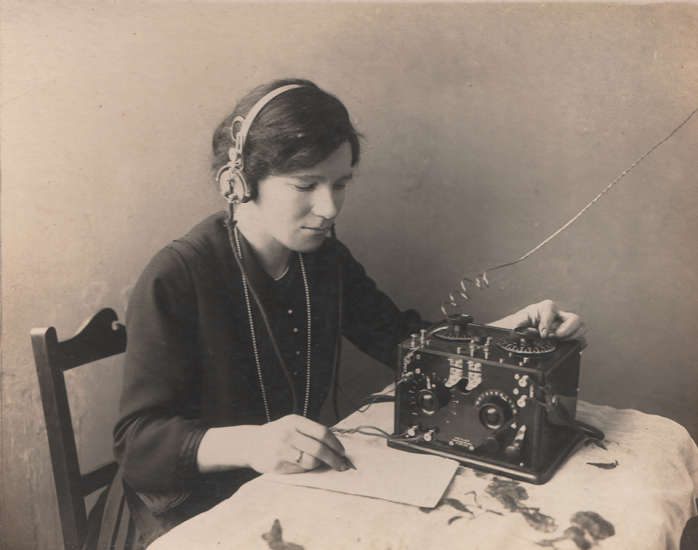
Florence Violet McKenzie, première femme ingénieur électricien d'Australie, vers 1922

En 1920, la technologie avait évolué au point où la voix et la musique pouvaient être transmises ainsi que la télégraphie Morse, et plusieurs stations de radio ont commencé à diffuser des programmes réguliers de musique et d'informations. En 1920, Eunice Randall (1898-1982), employée de l'American Radio and Research Company, ou AMRAD, devient ingénieure et présentatrice pour la station de radio AMRAD, 1XE . Son intérêt pour la radio a commencé à l'âge de dix-neuf ans, lorsqu'elle a construit son propre équipement de radio amateur et a opéré avec l'indicatif d'appel 1CDP. En plus de ses tâches techniques au 1XE, qui comprenaient la réparation de l'équipement et l'escalade occasionnelle de la tour de transmission, elle a lu des histoires pour enfants sous le nom de "The Story Lady" et a donné le rapport de police par voie hertzienne. En 1922, la station AMRAD a reçu une licence de station de radiodiffusion avec l'indicatif d'appel WGI . Randall est resté ingénieur et annonceur en chef adjoint jusqu'en 1925, date à laquelle la société a fait faillite et la station a été retirée des ondes. Cependant, elle a continué à travailler comme ingénieur et dessinatrice, et a repris ses activités de radioamateur sous l'indicatif d'appel W1MPP,
Florence Violet Mackenzie OBE (1890–1982), la première femme ingénieur électricien d'Australie, a fondé le Women's Emergency Signalling Corps (WESC) et formé des milliers de personnel de service dans son école d'instruction des signaux de Sydney.